# 比莉·伯克
玛丽·威廉·埃塞尔伯特·阿普尔顿·伯克（Mary William Ethelbert Appleton Burke；1884年8月7日—1970年5月14日），艺名比莉·伯克（Billie Burke），或译碧莉·伯克，是一位美国女演员，小弗洛伦茨·齐格菲尔德之妻，出演过不少百老汇戏剧、广播剧、无声和有声电影，曾因《狂人的家庭》（1938）获奥斯卡最佳女配角奖提名。

## 生平

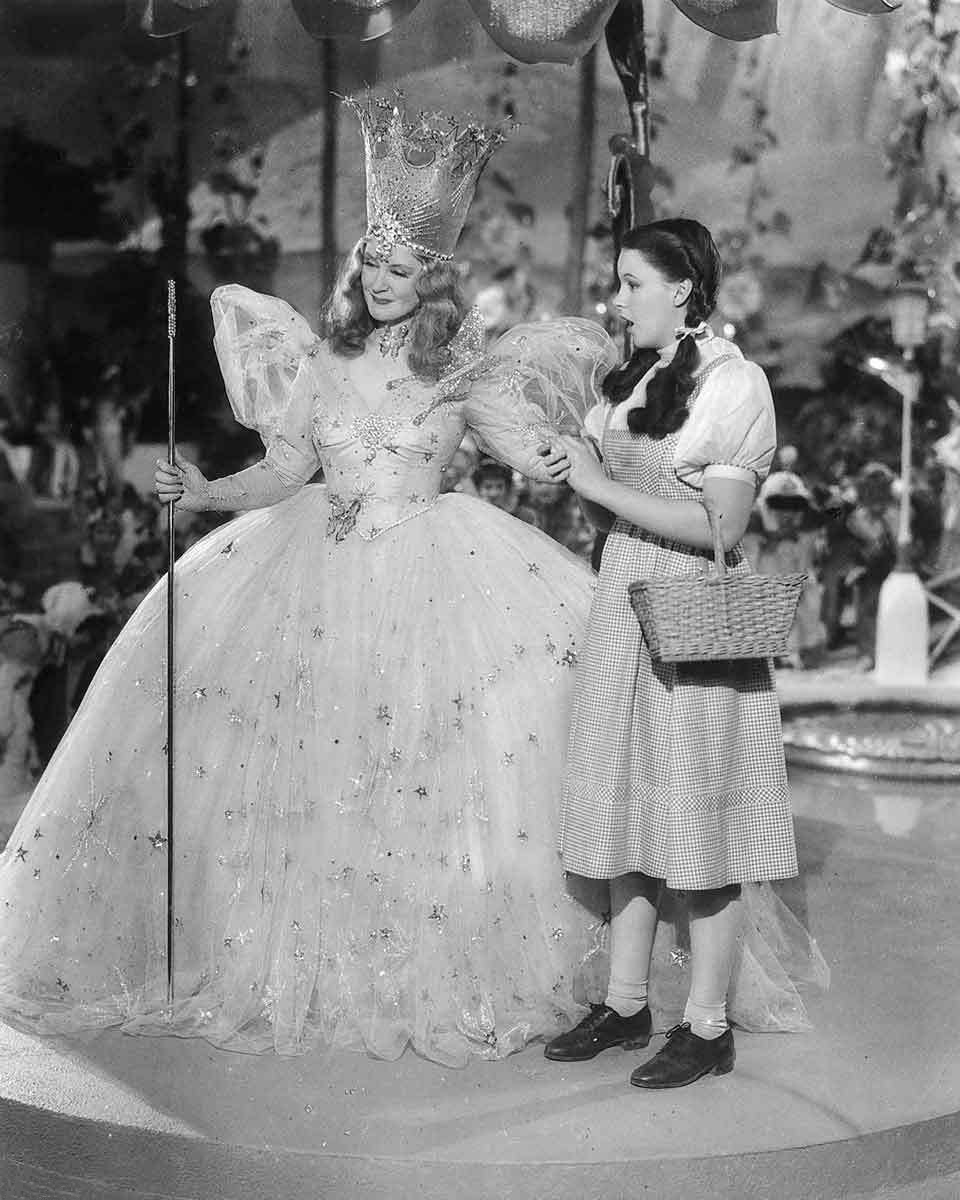
比莉在《绿野仙踪》中饰演格林达，一旁的桃乐丝为朱迪·加兰

伯克出生于华盛顿特区，是布兰奇（娘家姓比蒂）和她的第二任丈夫威廉·“比利”·埃塞尔伯特·伯克（William "Billy" Ethelbert Burke）的女儿。其父是巴纳姆和贝利马戏团的歌手和小丑，她曾和父亲一起在美国和欧洲巡回演出。一家人定居伦敦后，她在西区剧院表演，处女作是1903年的《The School Girl》。
之后，她返回美国，在百老汇表演，并1914年除夕夜的一次聚会上结识小弗洛伦茨·齐格菲尔德，1914年4月11日结婚。。
伯克在1915年出演电影处女作《Peggy》，很快就拿到了当时最高的片酬，成为无声电影时代的明星。整个1910和1920年代，她是时尚界的引领者，很多百货商店售有她标志性的“比莉·伯克连衣裙”（Billie Burke Dress）。她的设计师是露西尔。
1921年，伯克息影，专心抚养女儿帕特里夏，但在1929年華爾街股災后又重新开始工作。
1932年，在齐格菲尔德去世后，伯克从纽约搬到了加利福尼亚州的比佛利山庄。1970年5月14日，她在洛杉矶平静去世，葬在纽约州瓦尔哈拉肯西科公墓的齐格菲尔德身旁。

## 纪念
伯克于1960年在好莱坞星光大道获得一星。

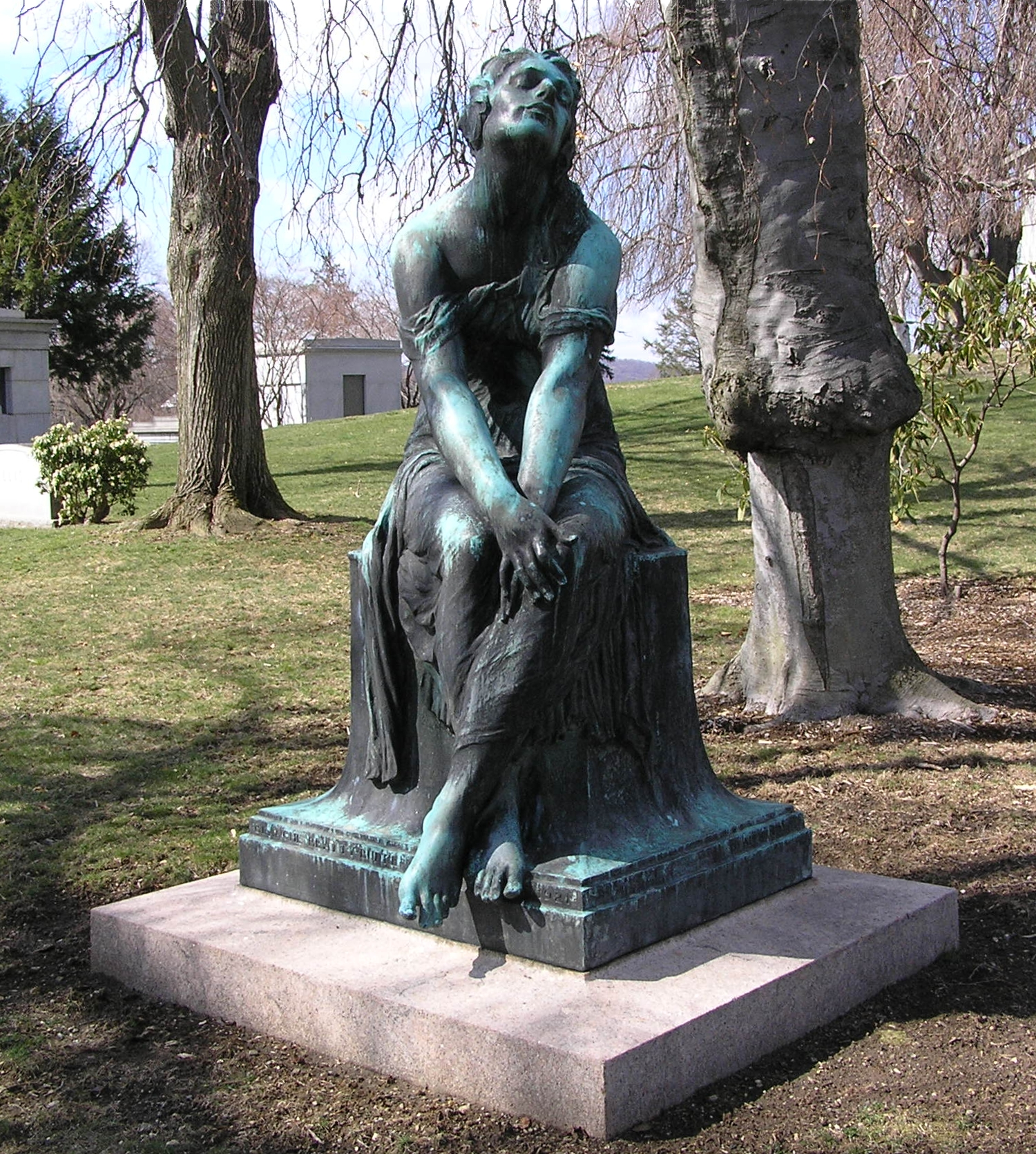
肯西科公墓的纪念雕塑

2015年11月4日，水星北极附近的伯克陨石坑以她的名字命名。